# Adelspalais (Landshut)

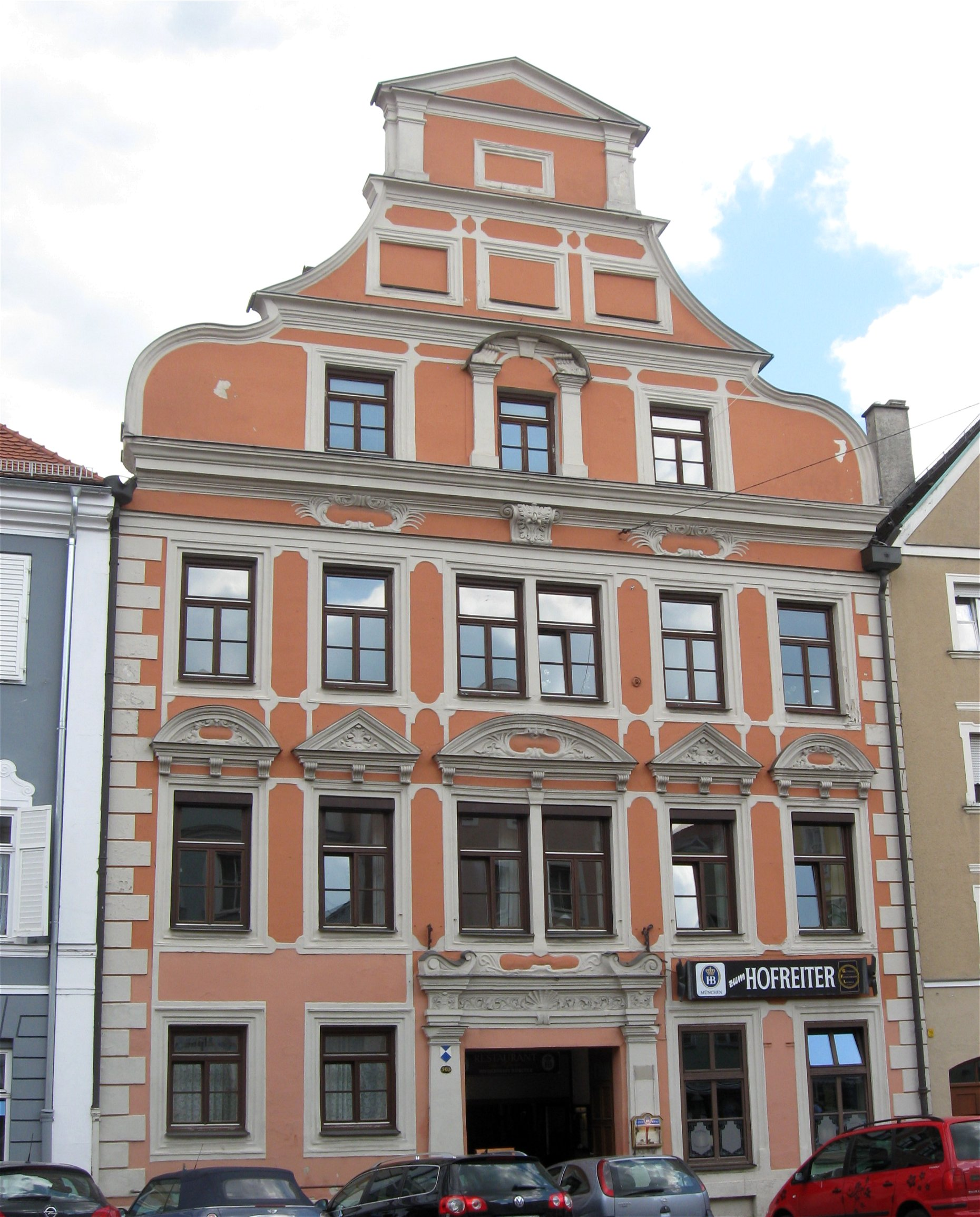
Fassade des ehem. Adelspalais

Das Adelspalais „Zum Hofreiter“ ist ein ehemaliger Sitz verschiedener Adelsfamilien in der Innenstadt von Landshut. Heute befindet sich darin ein bayerischer Gasthof.

## Geschichte
Der Bau wurde wohl im letzten Viertel des 17. Jahrhunderts errichtet, wahrscheinlich von einem Baumeister aus dem Kreis des kurfürstlichen Hofes in München. Erster Besitzer war Johann Haill, Kanzler zu Straubing und kurfürstlicher Hofrat zu München, von 1674 bis 1711. Später gehörte das Gebäude unter anderem den Prälaten von Kloster Rohr, den Grafen von Hörwarth und Lerchenfeld sowie dem Baron Guggemoos auf Herrngiersdorf und Mirskofen. Der Name rührt von dem Weißbierbrauer Franz Hofreiter her, der das Haus 1896 erworben hat.

## Beschreibung
Mit seiner stark gegliederten und stuckierten Fassade am stilistischen Übergang zwischen Renaissance und Barock zählt das Palais zu den schönsten Häuser in der historischen Altstadt Landshuts. Der dreigeschossige Satteldachbau besitzt einen aufwändigen, dreizonigen Giebelaufbau, in dem sowohl geschwungene als auch Dreiecksformen festgestellt werden können. Das Bauwerk mit sechs Fensterachsen besitzt oberhalb des Haupteinganges je zwei gekuppelte Fenster, im ersten Obergeschoss mit einem Stichbogengiebel überdacht. Auch die weiteren Fenster des ersten Obergeschosses sind jeweils mit einem angedeuteten Giebel ausgeführt, je zwei Dreiecks- und Stichbogengiebel. Im Inneren befindet sich eine schöne dreiarmige Podesttreppe und im zweiten Obergeschoss ein großer, heute unterteilter Raum mit Stuckdecke.
Das Bauwerk ist ein Baudenkmal des Bayerischen Landesamtes für Denkmalpflege mit der Nummer D-2-61-000-404. Außerdem ist es ein geschütztes Kulturgut nach der Haager Konvention.